# Mu Sochua
Mu Sochua (Tiếng Khmer: មូរ សុខ ហួ) sinh ngày 15 tháng 5 năm 1954) là một chính trị gia người Campuchia và là một nhà hoạt động nhân quyền. Bà là thành viên Quốc hội Campuchia đại diện cho tỉnh Battambang từ năm 2013 đến năm 2017. Bên cạnh đó, bà cũng là thành viên và Phó Chủ tịch của Đảng Cứu quốc Campuchia (CNRP) cho đến khi đảng này bị giải thể. Trước đây bà cũng từng là thành viên của Đảng Sam Rainsy (SRP) và FUNCINPEC. Bà từng là Bộ trưởng Bộ Phụ nữ và Cựu chiến binh chính phủ liên minh từ năm 1998 đến năm 2004. Bà hiện là một trong 118 nhân vật đối lập cao cấp bị cấm 5 năm hoạt động chính trị sau một phán quyết của tòa án tối cao Campuchia vào ngày 16 tháng 11 năm 2017.

## Tiểu sử
Sochua sinh ra ở Phnôm Pênh, Campuchia trong một gia đình người Khmer gốc Hoa. Từ nhỏ, bà đã được giáo dục sớm tại Pháp. Năm 1972, bố mẹ của Sochua đã gửi bà đến Paris để du học. Một năm sau, bà chuyển đến San Francisco để ở cùng anh trai bà. Khi Khmer Đỏ nắm quyền kiểm soát Campuchia vào năm 1975, bố mẹ của Sochua đã mất tích. Sichchua sống lưu vong trong 18 năm. Khi Sochua ở Mỹ, bà đã nhận được bằng Cử nhân về Tâm lý học của Đại học San Francisco State và bằng Thạc sỹ về Công tác Xã hội từ Đại học California, Berkeley trước khi trở về Campuchia để giúp xây dựng lại một xã hội bị tàn phá do chiến tranh.

## Trở về Campuchia

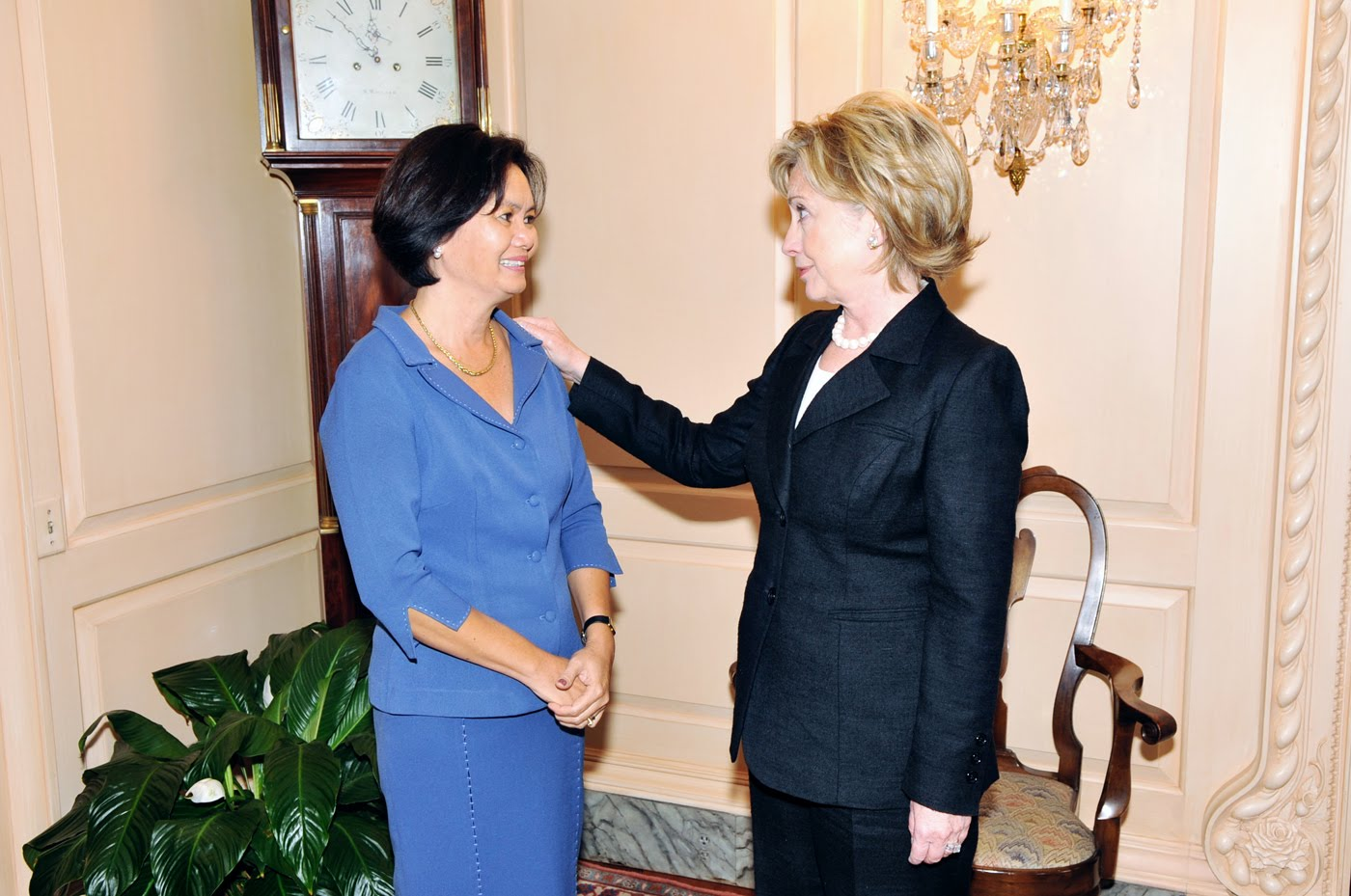
Sochua gặp Ngoại trưởng Hoa Kỳ Hillary Clinton tại Washington, D.C. vào 11 tháng 9 năm 2009

Sochua trở về Campuchia năm 1989 sau 18 năm sống lưu vong, và đã làm công tác ủng hộ nhân quyền, ngăn chặn nạn buôn người, bạo lực gia đình và khai thác công nhân. Sochua thành lập tổ chức đầu tiên cho phụ nữ, được gọi là Khemara (ខេមរា) và tham gia đảng chính trị Funcinpec, giành một ghế Quốc hội Campuchia đại diện cho tỉnh Battambang vào năm 1998. Không lâu sau đó, bà được bổ nhiệm vào Bộ Ngoại giao và Cựu chiến binh, trở thành một trong hai phụ nữ trong nội các.
Vào tháng 7 năm 2004, bà từ chức vai trò Bộ trưởng, trích dẫn rằng sự tham nhũng như một trở ngại chính đối với công việc của bà, sau đó bà gia nhập đảng Sam Rainsy.

## Kiện thủ tướng Hun Sen
Tại một cuộc họp báo được tổ chức vào ngày 23 tháng 4 năm 2009, Mu Sochua tuyên bố sẽ đệ trình khiếu nại về phỉ báng đối của thủ tướng Campuchia Hun Sen với Toà án thành phố Phnôm Pênh. "Tôi không có gì chống lại Samdech Hun Sen. Là Thành viên Quốc hội, tôi tôn trọng ông ấy. Nhưng những lời của HunSen trước công chúng đã làm ảnh hưởng đến danh dự và nhân phẩm của tôi - một người phụ nữ Khmer. Với khiếu nại này, tôi chỉ muốn công lý và danh dự, như một người phụ nữ Khmer", Sochua nói. Bà nói thêm rằng bà chỉ yêu cầu bồi thường 500 riel (khoảng 0.12 đô la) và một lời xin lỗi lãnh đạo chính phủ.

## Lưu vong
Vào ngày 3 tháng 10 năm 2017, Mu Sochua đã trốn khỏi Campuchia sau khi có lời khuyên rằng bà sắp bị bắt.